# Pastinaca sulcata
Pastinaca sulcata är en flockblommig växtart som beskrevs av C.Koch och Pierre Edmond Boissier. Pastinaca sulcata ingår i släktet palsternackor, och familjen flockblommiga växter. Inga underarter finns listade i Catalogue of Life.